# Poženik
Poženik je naselje u slovenskoj Općini Cerklju na Gorenjskem. Poženik se nalazi u pokrajini Gorenjskoj i statističkoj regiji Gorenjskoj. 

## Stanovništvo
Prema popisu stanovništva iz 2002. godine naselje je imalo 191 stanovnika.